# Marea oceánica

Diagrama que muestra el efecto de la marea de la Luna sobre los océanos de la Tierra.

Las mareas oceánicas  son debidas a la atracción gravitatoria entre la Tierra, el Sol y la Luna.

## Influencia de la Luna
Por efecto de la rotación de la Tierra, el agua tiende a escapar de su atracción gravitatoria por inercia. Esta tendencia es constante en todos los puntos de la superficie.
La fuerza de atracción gravitatoria que ejerce la Luna sobre la Tierra es mayor en la zona de la superficie terrestre más próxima al satélite y menor en la más distante. Por este motivo en estos dos puntos de la Tierra el agua experimenta elevaciones: en el primero, hacia la Luna, y en el segundo, alejándose de ella. Así se originan las mareas altas.
Durante un giro de la Tierra sobre sí misma, es decir, un día, todos los puntos de la superficie se situarán una vez en la posición más cercana y en la más alejada de la Luna, con lo cual, todas las aguas experimentarán a lo largo de un día en dos posiciones intermedias, durante las que se producirán las mareas bajas.

## Influencia del Sol
La influencia del Sol sobre las mareas es menor, pues aunque su tamaño es mucho mayor que el de la luna, se encuentra más alejado de la Tierra que el satélite.